# (21805) 1999 TQ9
1999 تي كيو 9 (ويعرف أيضًا باسم (21805) 1999 تي كيو 9 وفق تسمية الكوكب الصغير) (بالإنجليزية: 1999 TQ9)‏ هو كويكب ضمن حزام الكويكبات؛ وترتيبه 21805 من حيث الاكتشاف.
اكتُشف هذا الجُرم الفلكي بواسطة كورادو كورليفيتش في 8 أكتوبر 1999.

## وصلات خارجية
- (21805) 1999 TQ9 في قاعدة بيانات مختبر الدفع النفاث لأجرام النظام الشمسي الصغيرة

- الاكتشاف · مخطط المدار ·  العناصر المدارية · المعلمات المادية

- (21805) 1999 TQ9 على موقع ويكي سكاي: DSS2, SDSS, GALEX, IRAS, Hydrogen α, X-Ray, Astrophoto, Sky Map, Articles and images